# Neptis nolana
Neptis nolana är en fjärilsart som beskrevs av Druce 1874. Neptis nolana ingår i släktet Neptis och familjen praktfjärilar. Inga underarter finns listade i Catalogue of Life.